# Marcelino Menéndez Pelayo
Marcelino Menéndez Pelayo (Santander, 3 de noviembre de 1856-Santander, 19 de mayo de 1912) fue un escritor español. Ejerció como filólogo, crítico literario, historiador de las ideas y político.
Consagrado, fundamentalmente y con extraordinaria erudición reconstructiva, a la historia de las ideas, la interpretación crítica y la historiografía de la estética, la literatura española e hispanoamericana y a la filología hispánica en general, aunque también fue político, cultivó la poesía, la traducción y la filosofía. Hermano del escritor Enrique Menéndez Pelayo. Fue propuesto al Premio Nobel de Literatura.

## Biografía

### Estudios, evolución y docencia

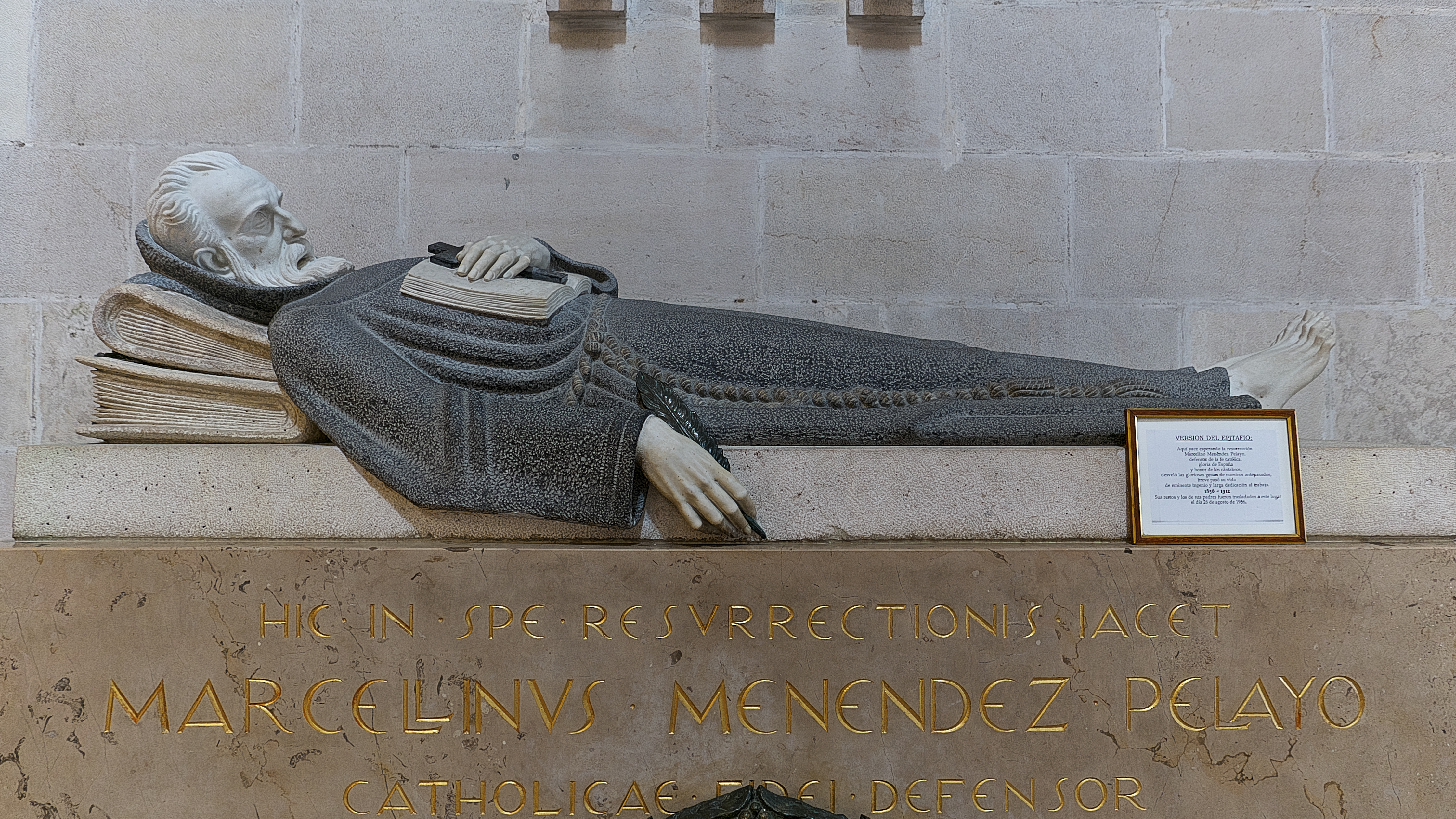
Sepulcro en la catedral de Santander

Marcelino Menéndez Pelayo nació el 3 de noviembre de 1856 en la calle Alta del municipio de Santander; hijo de Marcelino Menéndez Pintado, catedrático de Matemáticas en el Instituto de Santander y alcalde de la ciudad durante el bienio progresista, y de María Jesús Pelayo y España; tuvo tres hermanos: Enrique, Jesusa y Agustín.
 

Su hermano Enrique cuenta en sus memorias que a los doce años sustituía a su padre en la cátedra de matemáticas, traducía sin diccionario a Virgilio y leía la Historia de Inglaterra de Oliver Goldsmith. Estudió el bachillerato en el Instituto Cantábrico de su ciudad natal, donde destacó por su prodigiosa memoria. Posteriormente, completó su formación en la Universidad de Barcelona (1871-1873) con Manuel Milá y Fontanals, en la de Madrid (1873), donde una arbitrariedad académica del catedrático Nicolás Salmerón, que hizo repetir curso a sus alumnos sin ni siquiera haberlos examinado, le habría de enemistar a muerte con el krausismo postkantiano y los hegelianos en general, y en Valladolid (1874), donde intimó con el que sería su gran amigo, el conservador Gumersindo Laverde, que le apartó de su inicial liberalismo y le orientó hacia el partido más conservador, el de los llamados neocatólicos o «neos».

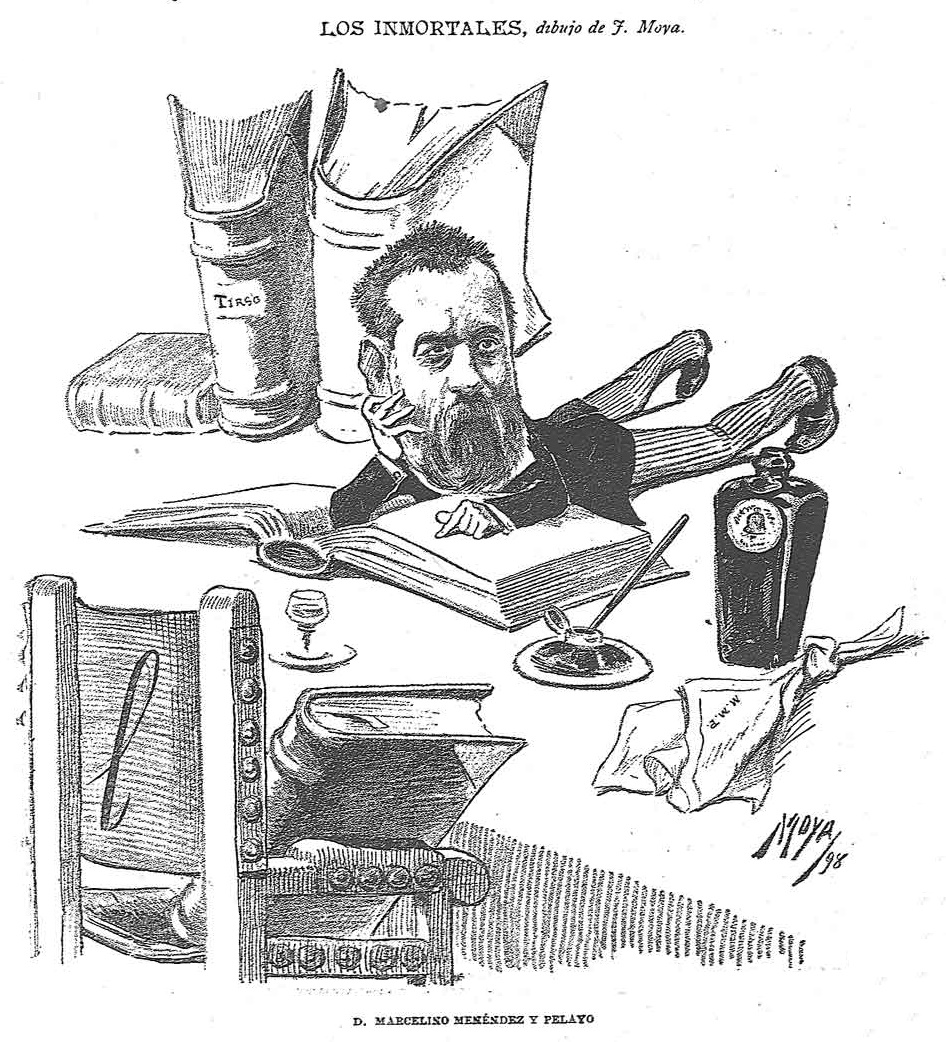
Caricaturizado en 1898 por J. Moya.

Hizo un viaje de estudios a bibliotecas de Portugal, Italia, Francia, Bélgica y Holanda (1876-1877) y ejerció de catedrático de la Universidad de Madrid (1878) tras pasar por un tribunal en el que estaba otro gran culto y crítico, Juan Valera, a cuya tertulia nocturna, en su casa, acudiría posteriormente. De comportamiento heterosexual, vivió y murió soltero. Al llegar a la cincuentena era un hombre de complexión obesa, y consumía café en exceso. Falleció en su domicilio de Santander en mayo de 1912. Según el diagnóstico de los médicos que le atendieron en los últimos meses de su enfermedad, los doctores Quintana y Rodríguez Cabello, Menéndez Pelayo padecía una cirrosis atrófica de Laennec, con abundante ascitis. Rodríguez Cabello por otra parte descartó un origen alcohólico.

### Cargos más relevantes
Fue elegido miembro de la Real Academia Española (1880), diputado a Cortes (1884-1886 y 1891-1893), propuesto para el Premio Nobel en 1905, y miembro de número de la Real Academia de la Historia desde el 13 de mayo de 1883, con la lectura del discurso La historia considerada como obra poética. En esta institución fue bibliotecario desde 1892 y director desde 1910. Pronunció su discurso de ingreso en la Real Academia de Ciencias Morales y Políticas De los orígenes del criticismo y del escepticismo y especialmente de los precursores españoles de Kant el 15 de mayo de 1891, y el de ingreso en la Real Academia de Bellas Artes de San Fernando el 31 de marzo de 1901, nueve años después de ser elegido, en una maniobra apresurada para poder aspirar a la dirección de la corporación. Finalmente, entre 1898 y hasta su muerte en 1912, fue director de la Biblioteca Nacional de España, sucediendo en el cargo a Manuel Tamayo y Baus.
En el plano político, desempeñó el cargo de senador por la Universidad de Oviedo (1893-1899) y de senador por la Real Academia Española (1901-1911).

### Pensamiento
En política perteneció a la Unión Católica de Alejandro Pidal, y fue colaborador de los diarios La Unión (1882-1887) y La Unión Católica (1887-1899). Los tradicionalistas trataron de atraerlo a su causa, para lo cual le argüían con textos de sus Heterodoxos. En una reunión que mantuvo a principios de la década de 1880 en casa de Cándido Nocedal con destacados carlistas vinculados al integrismo de El Siglo Futuro, manifestó: «en política iré adonde vaya Pidal».
Antes de morir volvió a su inicial liberalismo[cita requerida], si bien anclado en puntos de vista sólidamente cristianos, y corrigió muchos de sus primitivos juicios desfavorables sobre Gaspar Núñez de Arce o Benito Pérez Galdós, que terminó por ser su amigo y al que apoyó en su acceso a la Real Academia Española.[cita requerida]
Encontró en el catolicismo el Volksgeist (espíritu nacional) de España.

### Elogios

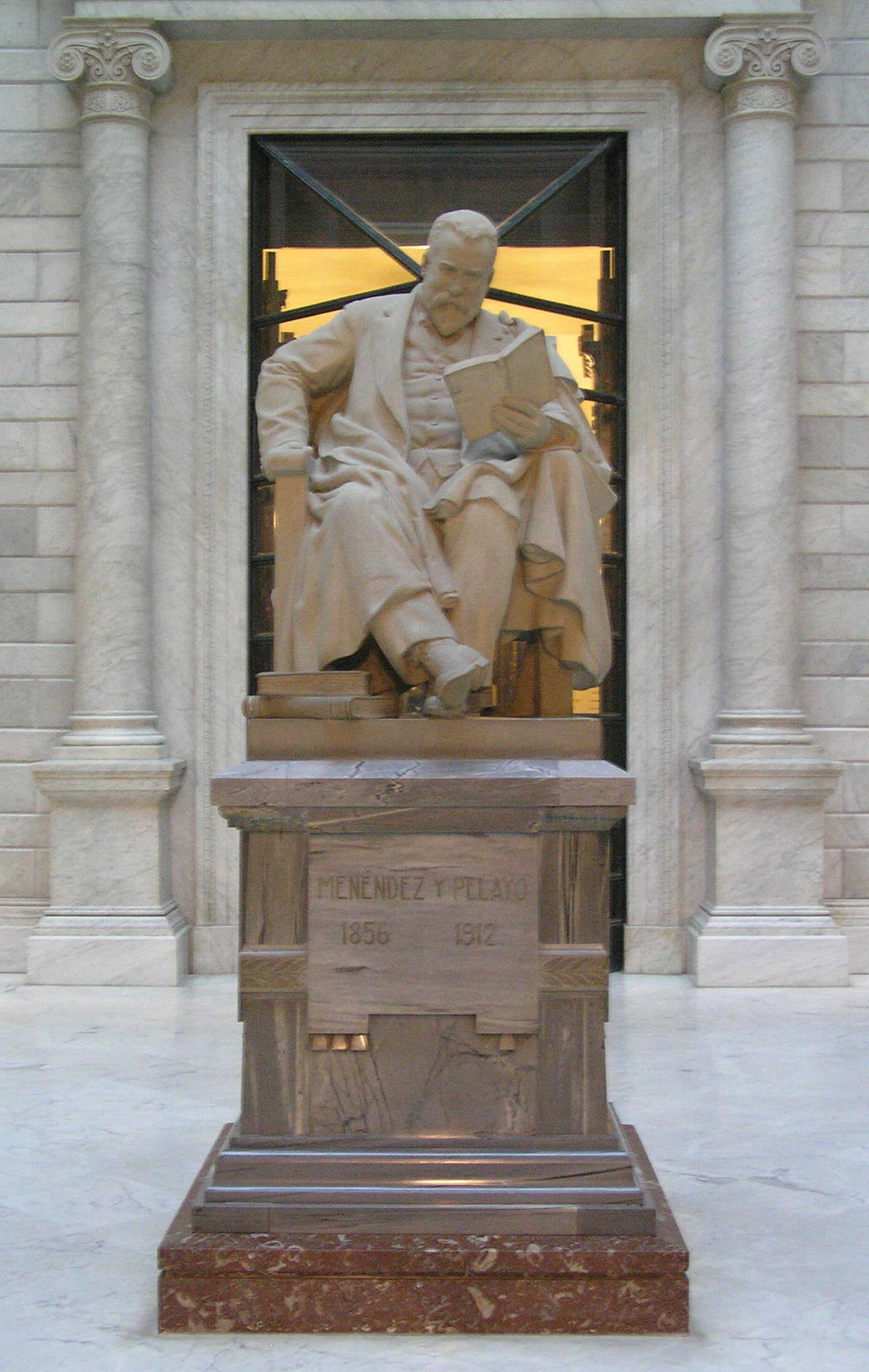
Estatua de Marcelino Menéndez Pelayo en el vestíbulo de la Biblioteca Nacional de España

Provisto de una gran capacidad de trabajo y de inteligencia superdotada, dominador de ocho lenguas antiguas y modernas y poseedor de una portentosa memoria fotográfica, en sus análisis de la forma y el fondo de la cultura española identificó la raíz de lo hispano con la tradición católica, en especial la del humanista Juan Luis Vives, pese a lo cual no negó, ocultó ni dejó de estudiar todo cuanto de poco ortodoxo engendró la cultura española ni de evaluar su importancia intrínseca. Como poeta, su obra es una de las muestras más logradas de estilo clásico en su siglo.

### Legado

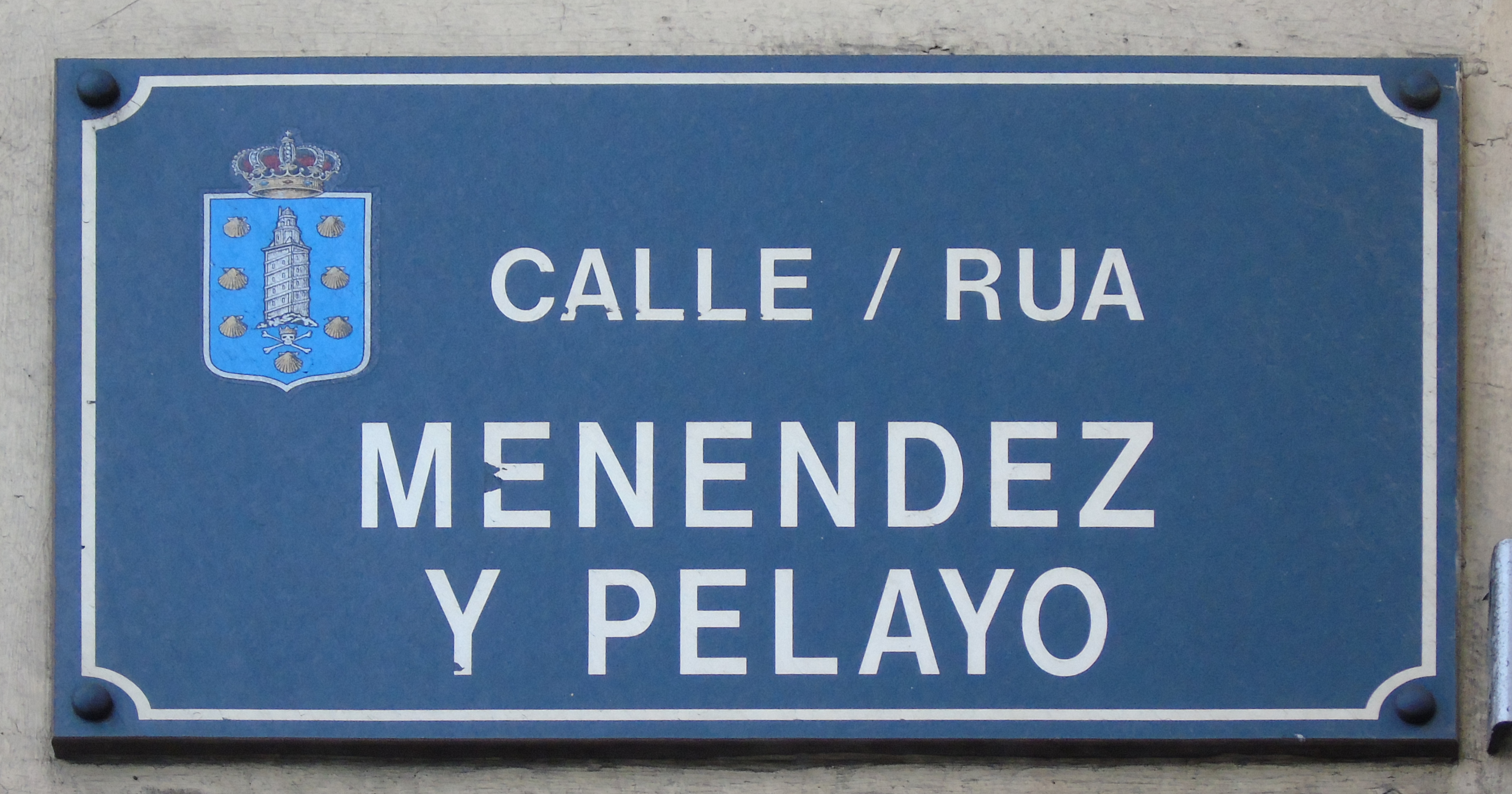
Calle Menéndez y Pelayo en La Coruña

Murió en su ciudad natal, a cuyo municipio legó su rica biblioteca particular de cuarenta mil volúmenes. Su paisano Ángel Herrera Oria, quien se consideraba en cierta medida su discípulo, resumió su labor de forma lapidaria: «Consagró su vida a su patria. Quiso poner a su patria al servicio de Dios». El diario El Debate y los Jóvenes Propagandistas organizaron en su memoria un homenaje en el Teatro de la Princesa, al que concurrieron 3500 personas, llenando totalmente el aforo, y en el que intervinieron como oradores Ángel Herrera, el padre Zacarías Martínez, Alejandro Pidal y Juan Vázquez de Mella, entre otros.
La profundización antiliberal del pensamiento menendezpelayista, que tuvo articulación en el plano político, fue recogida durante la Segunda República Española por la cultura política del nacionalismo reaccionario español. Según Pedro Carlos González Cuevas, el peso de su figura entre las tradiciones políticas de derecha obstaculizó la aparición de un nacionalismo de naturaleza secular en España.
Dentro del marco de un seminario dedicado a Menéndez, los profesores Felipe Pedraza y Rafael González Cañal (Universidad de Castilla-La Mancha) no dudaron en calificarlo como «el mejor conocedor de nuestra historia literaria que ha existido a lo largo de los tiempos», y justifican esta afirmación añadiendo que «en los cincuenta y seis años de su corta vida desarrolló un trabajo ciclópeo, realmente extraordinario, casi inverosímil».
Menéndez fue «notable debido a su amplia erudición y su prosa elegante y flexible... sus estudios acerca de la literatura española medieval, renacentista y del Siglo de Oro siguen siendo invaluables».
Se le considera universalmente como uno de los más importantes historiadores de España, que poseía un estilo incomparable y una gran capacidad crítica.

### Discípulos
De entre sus discípulos cabe recordar a Adolfo Bonilla y San Martín, editor de las Obras completas de Cervantes, entre otros trabajos; el reformador de las Escuelas de Magisterio, Rufino Blanco Sánchez; el hispanista y biógrafo alemán Ludwig Pfandl; el fundador de la filología hispánica como disciplina científica, Ramón Menéndez Pidal; y el catedrático de Estética de la Universidad Complutense de Madrid, José María Sánchez de Muniain, que compiló la Antología General de Menéndez Pelayo. Entre las escritoras, su discípula más aventajada fue Blanca de los Ríos. Aunque por razones de edad no llegó a conocerlo personalmente, Pedro Sainz Rodríguez —catedrático de bibliología de la Universidad Central de Madrid y gran experto en literatura mística, además de estudioso de su obra— ha sido considerado uno de sus principales discípulos, a través del magisterio de Adolfo Bonilla.

## Crítica
Considerado como la figura más egregia de la línea casticista, es el máximo representante de la escuela nacionalista en la historiografía española.

Perfecto conocedor de la cultura europea, trabajador infatigable, escritor de una corrección y de un nervio insuperables, va a llevar a cabo un gigantesco esfuerzo de investigación y de exposición de nuestra cultura nacional, con la que se muestra radicalmente identificado.

Sus estudios y trabajos constituyen la más seria aportación de la época de la Restauración al conocimiento de historia de España.

La consideración del catolicismo como eje y nervio de nuestra cultura nacional; el formidable esfuerzo de documentación que respalda cada una de sus afirmaciones; el talante polémico y apasionado de muchas de sus páginas, explicable por la circunstancia histórica en que hubo de forjar su obra; la amplitud de espíritu y el esfuerzo permanente de comprensión humana son, tal vez, los caracteres más notables de su personalidad y de su trabajo.

## Obra
Escribió La ciencia española (1876), reivindicación de la existencia de una tradición científica en España. Horacio en España (1877) es un análisis de las traducciones de Horacio en la literatura española, muy acorde con los gustos clasicistas de su autor. Es justamente famosa su Historia de los heterodoxos españoles (1880-1882), todavía hoy en día muy apreciada, donde estudia la tradición cristiana a través de la historia de España, desde la Edad Media hasta finales del siglo XIX, y desmenuza la labor de todos los pensadores y escritores perseguidos por la tradición católica española, asumiendo el punto de vista del catolicismo. En su segunda edición corrigió algunos de sus puntos de vista, pero no, por ejemplo, sus jocosos comentarios e ironías contra los krausistas y los hegelianos, en especial contra Emilio Castelar. Historia de las ideas estéticas en España (1883-1891) son cinco tomos muy actualizados en los que explora, compendia y reinterpreta la bibliografía existente sobre estética literaria y artística en distintas épocas de la tradición cultural española. 
Menéndez Pelayo emprendió tres largos trabajos que le ocuparán casi hasta su muerte. Uno es la publicación de las Obras de Lope de Vega (1890-1902) en 13 tomos; el segundo es la Antología de poetas líricos castellanos (1890-1908), otros 13 tomos consagrados a la poesía medieval salvo el último, dedicado a Juan Boscán, y que, pese a su título, integra también poesía épica y didáctica, convirtiendo la Antología en una verdadera Historia de la poesía castellana en la Edad Media, como la tituló al reimprimirla en 1911. El tercero es su estudio sobre Orígenes de la novela, tres tomos publicados en 1905, 1907 y 1910, con un cuarto tomo póstumo donde se examinan las imitaciones a que dio lugar en el siglo XVI La Celestina. Simultáneamente, publica Antología de poetas hispano-americanos (1893-1895), 4 tomos que son en realidad una Historia de la poesía hispanoamericana como la tituló al reeditarla en 1911. Corrigió en esta edición sus apreciaciones sobre el Perú después de un contacto con el marqués de Montealegre de Aulestia. El de 1911 es un estudio general de toda la poesía hispanoamericana que sirvió para congraciar a las excolonias con la antigua y decadente potencia peninsular, y reimprimió en 5 tomos sus Estudios de crítica literaria (1892-1908) y unos Ensayos de crítica filosófica (1892), de forma paralela a su nombramiento como director de la Biblioteca Nacional de Madrid.

### LasObras completas
El Consejo Superior de Investigaciones Científicas publicó sus Obras completas en 1940, en 65 volúmenes, sin incluir sus epistolarios y notas. Existe, por otra parte, una edición en CD que comprende, además de sus Obras completas, su Epistolario y su Bibliografía.

### Historia de los heterodoxos españoles

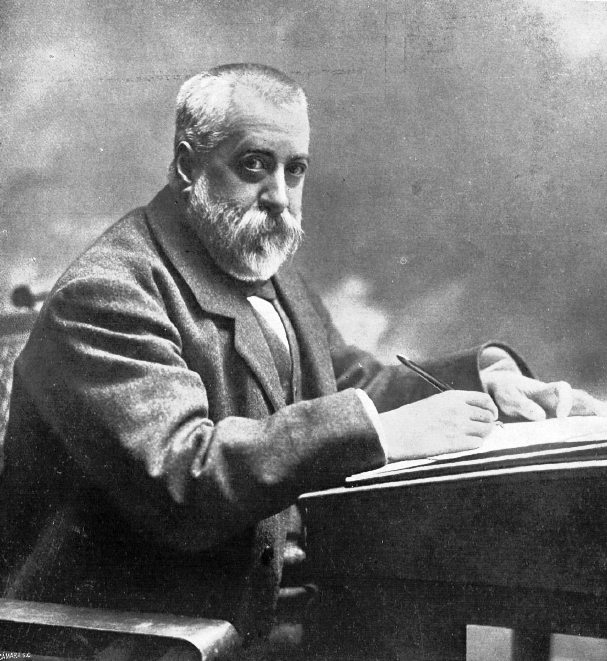
Fotografía realizada por Kaulak y publicada en Mundo Gráfico con motivo del fallecimiento de Menéndez Pelayo en 1912

Impulsada bajo la iniciativa de Gumersindo Laverde, se remonta a sus años de estudiante. Laverde pensaba solamente en que su discípulo escribiese una serie de semblanzas de herejes o heterodoxos españoles célebres. Pero, como siempre, en manos de Menéndez Pelayo fue mucho más. La obra resultó de ocho tomos de un promedio de más de 500 páginas cada uno. Su primera edición fue publicada por Cándido Nocedal en su librería de San José, editorial del diario carlista El Siglo Futuro. El primero es una historia completa de la vida espiritual de España hasta el siglo XV, en lo que se separaba de las enseñanzas de la Iglesia. Los siguientes se refieren a la época del Renacimiento, y analiza detalladamente el brote y extensión de las ideas protestantes en España, su represión por la Inquisición, y continúa con los judaizantes y las hechicerías durante los siglos XVI y XVII.
Por último, se refiere a los afrancesados del siglo XVIII, su filosofía y política, y la penetración de la acción anticatólica en España; la influencia de la Revolución francesa y del liberalismo progresista, y se enfrenta con las doctrinas e ideas de sus contemporáneos, que él considera inadmisibles con frases llenas de vigor, reprochándoles aquello que él considera como actividades antiespañolas.

### Historia de las ideas estéticas en España
Se trata de una de las obras fundamentales no ya de su autor, sino de la historiografía moderna en general, como Historia de las Ideas, y de la historiografía de la Estética, no española sino occidental, pues en gran medida se ocupa de esta última como preparación de aquella. La obra es resultado del compromiso adquirido por el autor con su maestro, a quien la dedica, Manuel Milá y Fontanals, padre de la Estética en España como disciplina moderna, y está destinada a fundamentar teóricamente la Historia de la Literatura Española, objeto central del proyecto inacabado de Menéndez Pelayo.

### Antología de poetas líricos castellanos
Recoge la poesía lírica desde su comienzo hasta el Renacimiento; comprende, pues, toda la Edad Media española, y su propósito era continuarla para que hubiese constituido una Historia general de la poesía lírica castellana. La antología comienza en el tomo iv de la edición del Consejo Superior de Investigaciones Científicas, que consta de diez; los tres primeros (más de 1100 páginas) están dedicados a estudios introductorios, biográficos, críticos e históricos. De su pluma nos quedan quizá los mejores retratos que se han hecho del arcipreste de Hita, de Enrique de Villena, de Jorge Manrique, etc., habiendo sido capaz de revivir y animar el ambiente de lejanas épocas y penetrar en la raíz de los sucesos.

### Listado de obras
- La novela entre los latinos (Santander, 1875). Fue su tesis doctoral.
- Estudios críticos sobre escritores montañeses. Telesforo Trueba y Cosío (Santander, 1876).
- Polémicas, indicaciones y proyectos sobre la ciencia española (Madrid, 1876).
- La ciencia española, 2.ª edición refundida y aumentada (Madrid, 1887–1880).
- Horacio en España (Madrid, 1877, 2.ª ed. 1885).
- Estudios poéticos (Madrid, 1878).
- Odas, epístolas y tragedias (Madrid, 1906).
- Traductores españoles de la Eneida (Madrid, 1879).
- Traductores de las Églogas y Geórgicas de Virgilio (Madrid, 1879).
- Historia de los heterodoxos españoles (Madrid, 1880–1882).
- Calderón y su teatro (Madrid, 1881).
- Dramas de Guillermo Shakespeare traducción (Barcelona, 1881).
- Obras completas de Marco Tulio Cicerón, traducción (Madrid, 1881–1884).
- Historia de las Ideas Estéticas en España (Madrid, 1883–1889).
- Estudios de crítica literaria (Madrid, 1884).
- Obras de Lope de Vega (1890–1902).
- Antología de poetas líricos castellanos desde la formación del idioma hasta nuestros días (1890–1908).
- Ensayos de crítica filosófica (Madrid, 1892).
- Antología de poetas hispano-americanos (1893–1895).
- Historia de la poesía hispano-americana (Madrid, 1911).
- Bibliografía hispano-latina clásica (Madrid, 1902).
- Orígenes de la novela (Madrid, 1905–1915).
- El doctor D. Manuel Milá y Fontanals. Semblanza literaria (Barcelona, 1908).
- Obras completas (iniciadas en 1911).
- «Biblioteca de traductores españoles», en Obras completas (Madrid: CSIC, 1952–1953).